# Georges Thurin
Pour les articles homonymes, voir Turin (homonymie).
Georges Thurin (13 janvier 1892 à Rouen - 27 décembre 1958) est un architecte français.
Georges Thurin est un représentant du mouvement moderne qui s'est développé en architecture au début du XXe siècle (plan libre, matériaux nouveaux, hygiène, préoccupations sociales).

## Biographie
Georges Victor Adrien Thurin naît le 13 janvier 1892 à Rouen au no 29 rue Armand-Carrel, fils de Louis Adrien, peintre et d'Aline Louise Hédouin.
Il épouse le 8 octobre 1913 à Arques (Seine-Inférieure) Charlotte Mercier. Ils y habitent jusqu'en 1920.
Georges Thurin installe son cabinet d'architecte dans cette commune en 1915, année durant laquelle naît Micheline, sa première fille. La seconde, Françoise, voit quant à elle le jour en 1919.
En 1953, son cabinet, installé au no 53, rue Jeanne-d'Arc, produit un prototype de maisons d'habitation à prix modéré.
Il décède le 27 décembre 1958  à Rouen.

## Distinctions
- Officier d'académie (1934).

## Réalisations
- Huit maisons pour employés ou ouvriers (1917) pour la « cité ouvrière de Vaucanson » à Saint-Nicolas-d'Aliermont[2]
- Chapelle Sainte-Thérèse-de-l'Enfant-Jésus de Rouxmesnil-Bouteilles (1931)
- Maison du pilote[3] à Orly (1934, disparue)
- Groupe scolaire d'Arques-la-Bataille (1935)  Inscrit MH (2001)[4]
- Cités-jardins de la compagnie des chemins de fer du Nord (participation pour les maisons individuelles et école) à Aulnoye-Aymeries[5] (à l'instar de celle de Tergnier)
- Monument aux morts d'Arques-la-Bataille
- Usine Cellophane de Mantes-la-Ville[6] (disparue depuis)
- École de la gare, entre 1939 et 1942, à Aubevoye, détruite par faits de guerre en 1944
- Îlot 8 à Rouen - 1951 (avec Raoul Lagnel et Bernard Lecerf)[2]
- Piscine Gambetta, à Rouen (piscine des Vikings de 1935, voulue comme un complexe sportif et culturel, dans le style international[7], à la façon d'un paquebot), détruite en 1991[8],[9]

## Sources
- Comité interprofessionnel paritaire du logement de Rouen, « Six projets sélectionnés, dix-sept projets remarqués », Études Normandes. Pour développer la construction dans la région normande : 33 prototypes de maisons d'habitation à prix modérés,‎ 3e trimestre 1953, p. 495-519 (lire en ligne, consulté le 14 février 2022).